# Halle-au-Blé (La Flèche)
Pour les articles homonymes, voir Halle au blé.
La Halle-au-blé est un édifice situé à La Flèche, dans le département de la Sarthe. Construite dans la première moitié du XVIIIe siècle, elle abrite l'hôtel de ville jusqu'en 1910. Située place du Marché au blé, entre la rue de la Dauversière et la rue du Mouton, la halle comprend un théâtre à l'italienne aménagé à l'étage de l'aile méridionale et décoré par Adrien-Louis Lusson. La Halle-au-Blé fait l'objet d'une inscription aux Monument historique (France) depuis 1987.

## Historique

### L'hôtel de ville
Dès le Moyen Âge, des halles en bois avait été édifiées, à l'emplacement de l'actuelle Halle-au-Blé. En 1737, Marie de Tessé, comtesse de la Luzerne et veuve de Claude II Fouquet de la Varenne, seigneur de La Flèche, fait abattre les vieux bâtiments en bois pour les remplacer par de nouvelles halles et un hôtel de ville, construits en pierre. Les travaux sont menés par l'architecte René Lespine. La question de sa reconstruction se pose dès 1772 et le maire, Pierre de la Rue du Can, décide l'édification d'un nouvel hôtel de ville à côté de celui établit précédemment, qui devient alors une salle de spectacle. La direction des travaux est confiée à Prosper Simon, architecte du Collège. Un nouvel édifice, plus élevé d'un étage, est entrepris à partir de 1775 et dont les travaux sont achevés en 1792. 
Dès 1827, des travaux de restauration et d'extension du bâtiment, conduits par Pierre-Félix Delarue, sont à nouveau entrepris. Il est alors décidé d'aménager un petit théâtre à l'italienne à l'étage de l'aile droite de l'édifice. La Halle-au-Blé demeure l'hôtel de ville de la commune pendant un siècle, avant que les services municipaux emménagent au château des Carmes le 4 juillet 1910. 
L'édifice est inscrit au titre des monuments historiques le 20 mars 1987. Des travaux de restauration ont été menés sur les façades de la halle durant quatorze mois. La nouvelle Halle-au-blé de La Flèche a été inaugurée en octobre 2012.

### Le théâtre de la Halle-au-Blé
Situé au premier étage de la halle, le théâtre de la Halle-au-Blé, d'abord appelé « Petit Théâtre », est un théâtre à l'italienne aménagé suivant les plans de l'architecte Pierre-Félix Delarue. Il compte 135 places assises et se compose d'un parterre en hémicycle surmonté de deux balcons superposés. Les décors de la salle et de la coupole sont réalisés par le fléchois Adrien-Louis Lusson, architecte et décorateur. Après plusieurs années de travaux, le Petit Théâtre est inauguré le 8 octobre 1989 avec les représentations d'une comédie d'Émile Souvestre ainsi que de deux vaudevilles. Dès son inauguration, le Petit théâtre est comparé à une « bonbonnière » par le chroniqueur d'un journal sarthois, surnom que conserve le théâtre depuis lors,. 
Fermé au public en septembre 1947 à cause de sa vétusté, le théâtre est néanmoins utilisé par des associations locales pour l'organisation de réunions politiques ou sportives, comme c'est le cas du club d'arts martiaux de La Flèche. Le théâtre ouvre en janvier 1963 sous l'impulsion d'une compagnie fléchoise qui organise quelques représentations, malgré le démontage de la scène et la disparition de nombreux décors. Le Petit Théâtre est entièrement restauré et inauguré le 11 mars 1999. À cette occasion, la municipalité décide de le rebaptiser « Théâtre de la Halle-au-Blé ». Il accueille de nombreux spectacles au cours de la saison culturelle, principalement des représentations théâtrales.

## Description
L'édifice, qui se compose d'un corps central et de deux ailes situées dans le même alignement, comporte deux étages. Le rez-de-chaussée abrite le hall d'accueil ainsi qu'un marché couvert (ancienne halle-au-blé) d'une surface de 450 m2. Le théâtre, la cage de scène et les salles de l'ancienne mairie se situent au premier étage, tandis que le deuxième étage est occupé par les combles.
Le théâtre, aménagé « à l'italienne », occupe l'étage de l'aile méridionale. La salle se compose d'un parterre en hémicycle surmonté de deux balcons comprenant plusieurs loges séparées par des cloisons en col de cygne. Le décor initial de la salle a été réalisé par Adrien-Louis Lusson, décorateur et architecte fléchois, qui confie l'exécution de ce décor à Humanité-René Philastre, Charles-Antoine Cambon et leur élève Félix Cagé. Les balcons sont portés par des colonnes en bois ornées de cannelures en trompe-l'œil et surmontées de chapiteaux de formes palmées. Les garde-corps des balcons des premières loges sont ornés de peintures présentant des allégories des arts du spectacle, tandis que des dragons sont peints sur les garde-corps des secondes loges. La salle est couverte par une fausse-coupole de forme elliptique décorée de motifs végétaux : rubans et guirlandes de fleurs qui se détachent sur un fond bleu. La scène, d'une surface de 50 m2, est recouverte d'un parquet en sapin du Nord.

### La Flèche intra-murosPierre Schilte
- Pierre Schilte, La Flèche intra-muros, Cholet, Farré, 1980, 223 p., p. 109-116

1. ↑  p. 109.
2. ↑  p. 110.
3. ↑  p. 112.

### Le Petit Théâtre de La FlècheAndré Codron
- André Codron, Le Petit Théâtre de La Flèche : passé, présent, avenir d'une « bonbonnière », La Flèche, Association du Petit Théâtre de La Flèche, 1995, 135 p.

1. 1 2  p. 13.
2. ↑  p. 22.
3. ↑  p. 28.
4. ↑  p. 58.
5. ↑  p. 86.
6. ↑  p. 82.

### Autres références
1. 1 2 3  « Le théâtre de la Halle-au-Blé », sur le site de la ville de La Flèche (consulté le 26 avril 2013)
2. ↑  « Halle de La Flèche », notice no PA00109759, sur la plateforme ouverte du patrimoine, base Mérimée, ministère français de la Culture
3. ↑  
« La Halle-au-blé inaugurée à l'issue d'un an de travaux », sur le site du quotidien Le Maine libre (consulté le 29 avril 2013).
4. 1 2 3 4  François Le Bœuf, Yves Cauzinille et André Codron, Le théâtre de la Halle-au-Blé, La Flèche, Ville de La Flèche, 1999, 16 p.
5. ↑  
« Ancienne mairie et théâtre de la Halle au blé », sur le site de la DRAC Pays de la Loire (consulté le 14 juin 2012).
6. ↑  Daniel Potron, Le XXe siècle à La Flèche : Seconde période : 1944-2001, La Flèche, Daniel Potron, 2010, 544 p. (ISBN 2-9507738-4-2), p. 420